# Juan Barrales
Juan Barrales Mora (Peñaflor, 19 de junio de 1945) es un futbolista que se desempeñaba como volante. Tuvo sobresalientes actuaciones en Universidad Católica, donde festejó el título de Primera División 1966.

## Trayectoria
Fue definido como un jugador de depurada técnica y facilidad para el armado en mediocampo. Barrales ganó notoriedad jugando en Peñaflor, donde trabajaba en una fábrica con un salario de ochenta mil pesos. Cuando fue reclutado por Universidad Católica, dio un peso significativo en sus aspiraciones futbolísticas y pronto se convirtió en un volante rendidor en la competencia local y Copa Libertadores. Además del título obtenido, en 1968 salió victorioso junto al equipo cruzado en una más de las definiciones entre Universidad Católica y Universidad de Chile, en esa ocasión por la 
clasificación a Copa Libertadores.
Tras no renovar en 1969 su contrato con Los Cruzados, tuvo pasos por Santiago Morning, Green Cross-Temuco, Deportes Concepción, Antofagasta Portuario,Naval de Talcahuano  y Unión La Calera.

## Palmarés

### Torneos nacionales de reservas
| Título             | Equipo               | País  | Año  |
| ------------------ | -------------------- | ----- | ---- |
| Torneo de Reservas | Universidad Católica | Chile | 1964 |
| Torneo de Reservas | Universidad Católica | Chile | 1965 |
| Torneo de Reservas | Universidad Católica | Chile | 1966 |
| Torneo de Reservas | Universidad Católica | Chile | 1967 |

### Torneos nacionales
| Título           | Club                 | País  | Año  |
| ---------------- | -------------------- | ----- | ---- |
| Primera División | Universidad Católica | Chile | 1966 |